# آبیتزارتان
آبیتزارتان (انگلیسی: Abitesartan) یک آنتاگونیست گیرنده آنژیوتانسین II است.